# Noordelijke Salomonseilanden

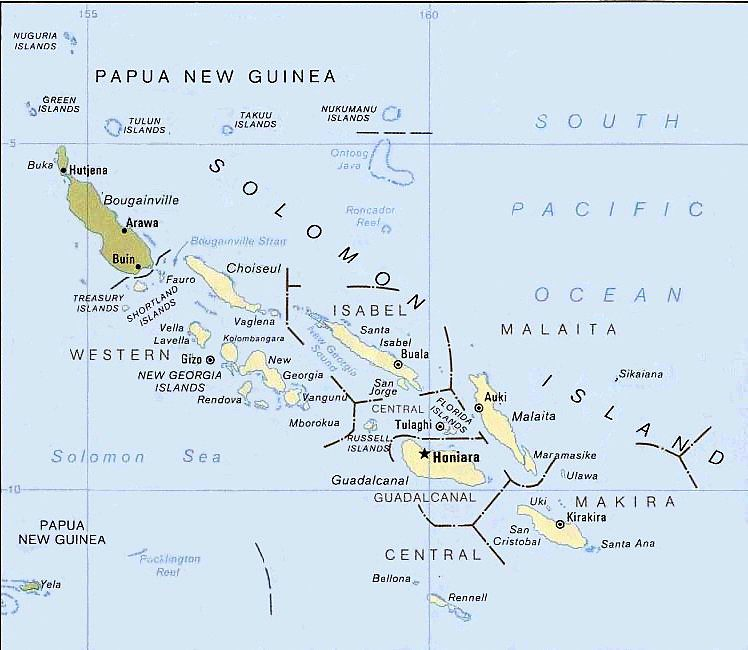
De Noordelijke Salomonseilanden zijn donkerder gekleurd.

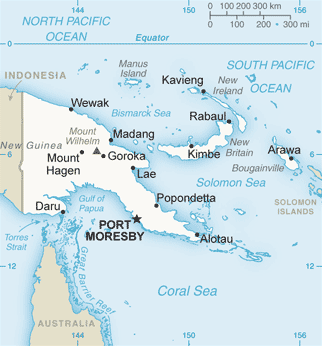
Kaart van Papoea-Nieuw-Guinea

De Noordelijke Salomonseilanden (ook wel Noordelijke Solomoneilanden) zijn een aantal eilanden van Papoea-Nieuw-Guinea. De eilanden vormen de Autonome Regio Bougainville, genoemd naar Bougainville, het belangrijkste eiland van de Noordelijke Salomonseilanden.
Tussen 1989 en 1997 was op het eiland een bloedige burgeroorlog aan de gang tussen de lokale rebellengroep BRA (Bougainville Revolutionary Army), geleid door Francis Ona, en regeringstroepen. De BRA riep de Republiek van de Noordelijke Salomonseilanden uit. 
In 1997 volgde een wapenstilstand, en in 1998 werd in Nieuw-Zeeland een voorlopig vredesakkoord getekend, gevolgd door een definitief vredesakkoord in 2001. Bougainville kreeg de status van autonome provincie, en uiterlijk 2020 diende in een referendum de toekomst van de Noordelijke Salomonseilanden bepaald te worden.